# 寿城区厅站
壽城區廳站（：／ Suseong-gucheong yeok */?）是大邱地鐵2號線沿線的一座地下車站，位於韓國大邱廣域市寿城区泛魚洞，韓語副站名為「KBS」。

## 車站結構
站體為1面2線島式月台的地下車站，候車月台設有月台幕門，並有4處出口。

### 月台配置
| 泛魚 ↑   |
| 下 上 \| |
| ↓ 晚村   |

| 月台 | 路線               | 目的地                 |
| ---- | ------------------ | ---------------------- |
| 上行 | ●大邱都市鐵道2號線 | 半月堂、龍山、汶陽方向 |
| 下行 | ●大邱都市鐵道2號線 | 新梅、沙月、嶺南大方向 |

## 歷史
- 2005年10月18日：开通使用。

## 車站周邊
- 泛漁2洞郵局
- 泛漁初等學校
- 壽城區廳
- 壽城警察署
- 大公園市場
- 大邱銀行壽城區廳分行
- 南部市場
- 国民银行泛漁4洞分行
- 大邱銀行晩村分行
- 慶信高校
- 大邱東園初等學校
- KBS大邱放送總局

## 圖片

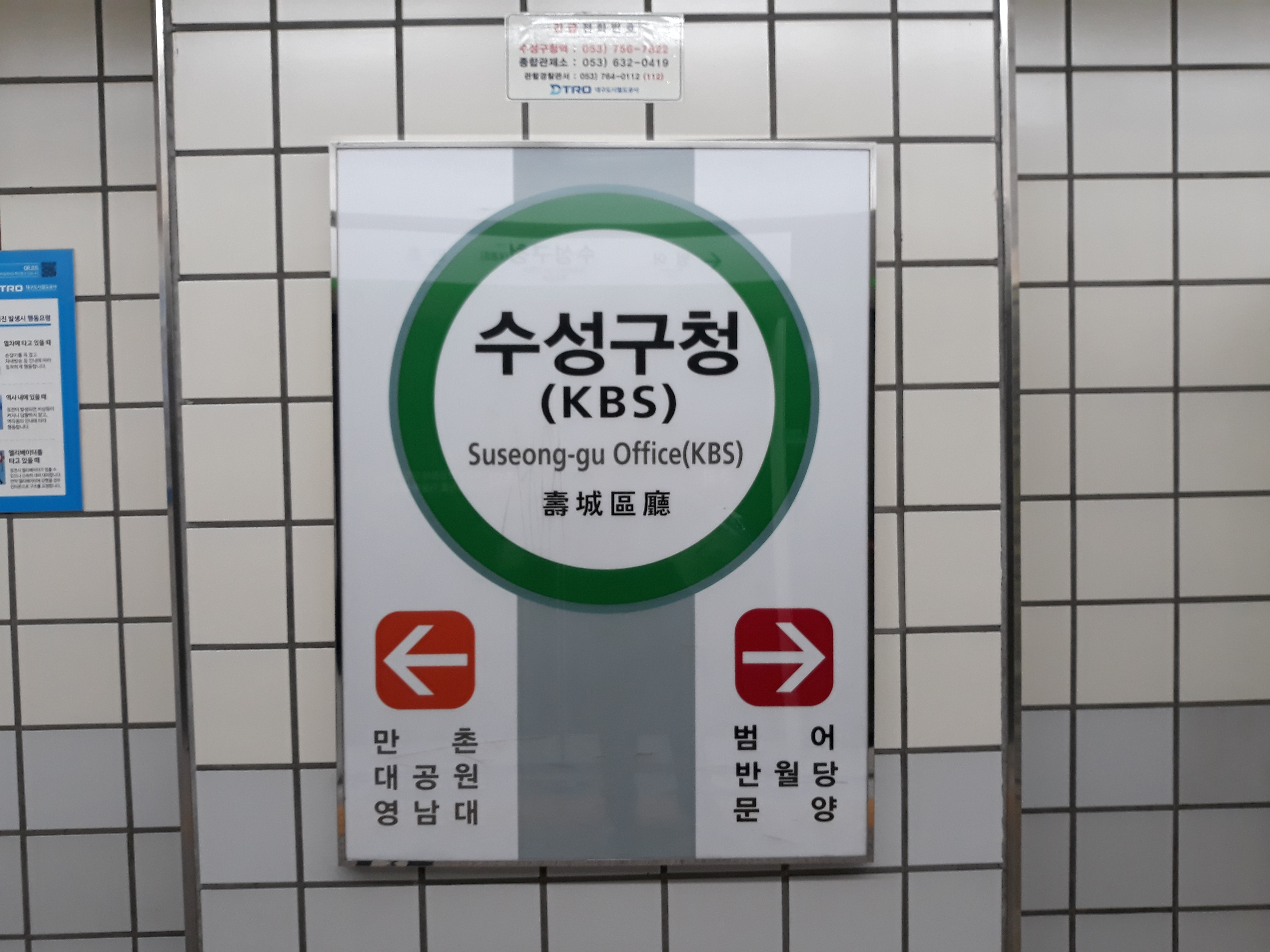
站名牌
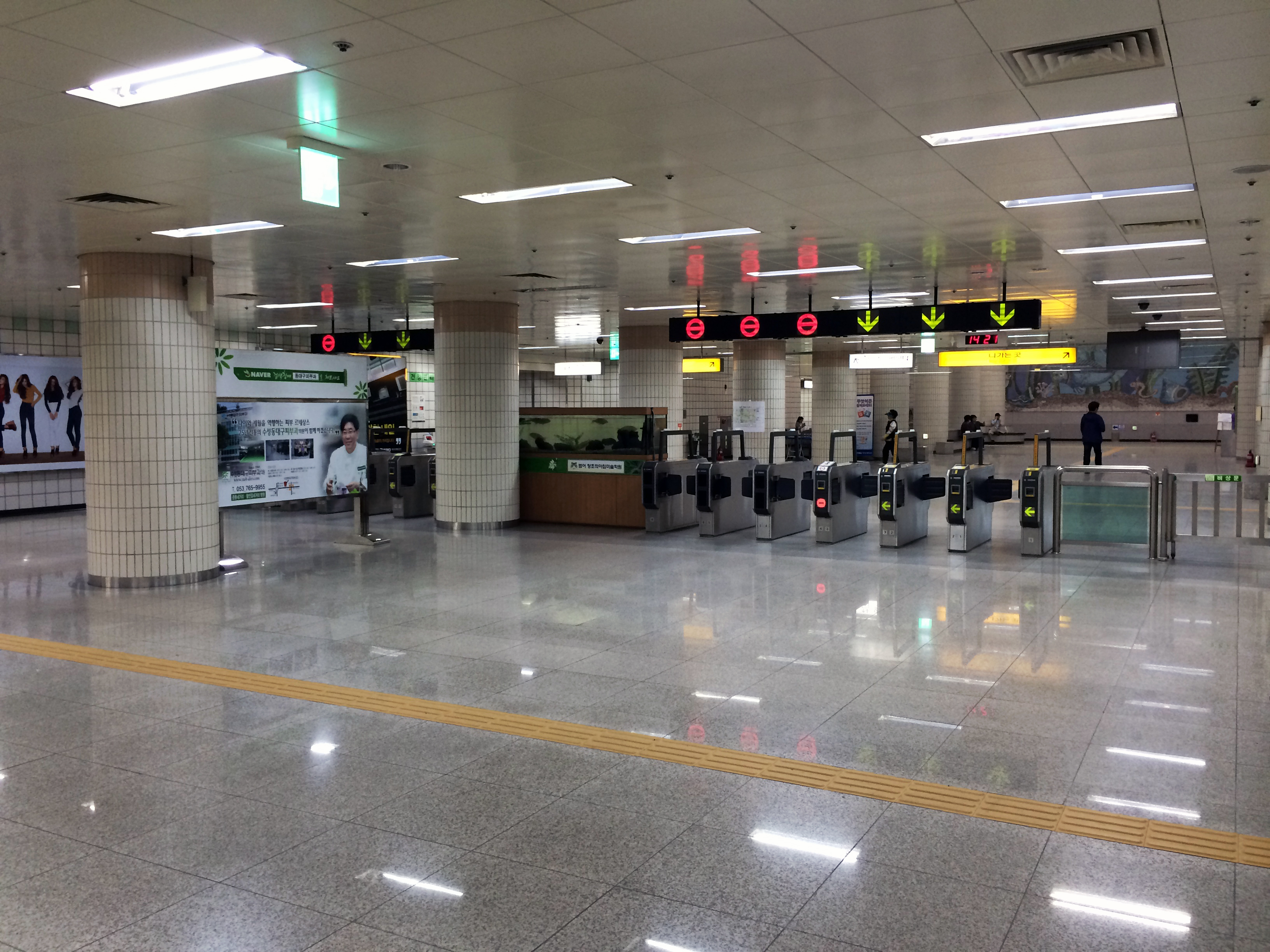
剪票閘口
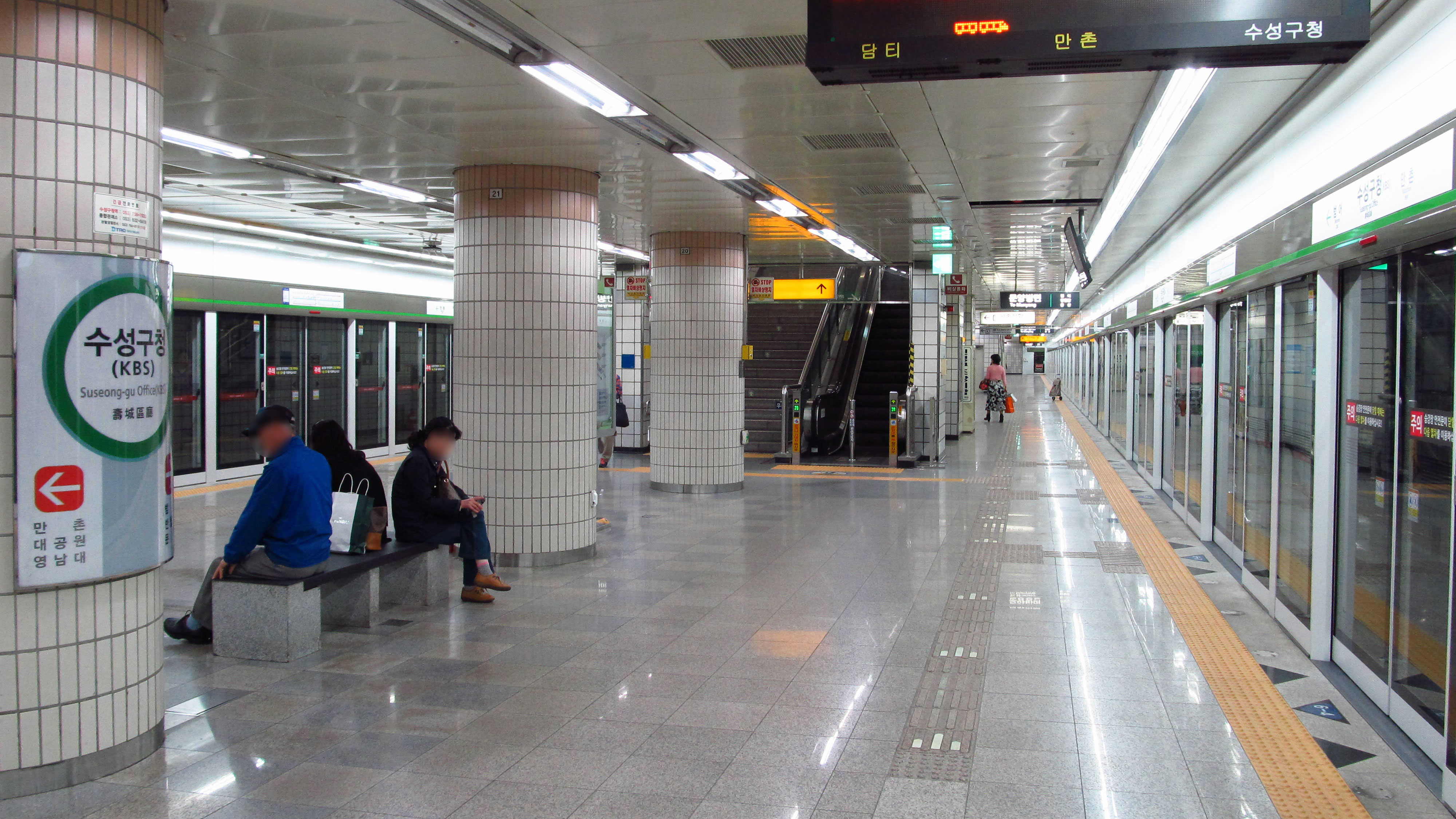
候車月台
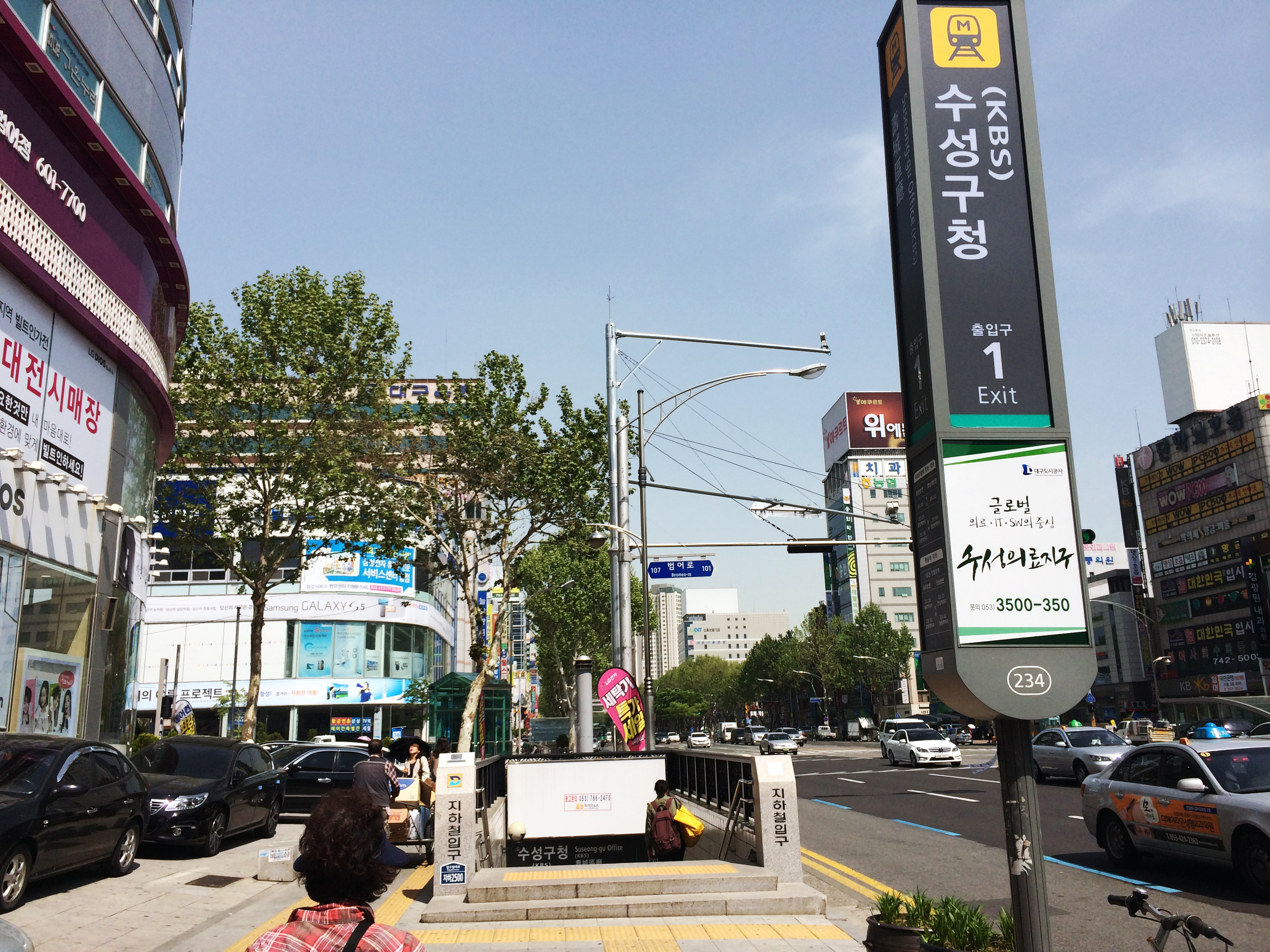
1號出口
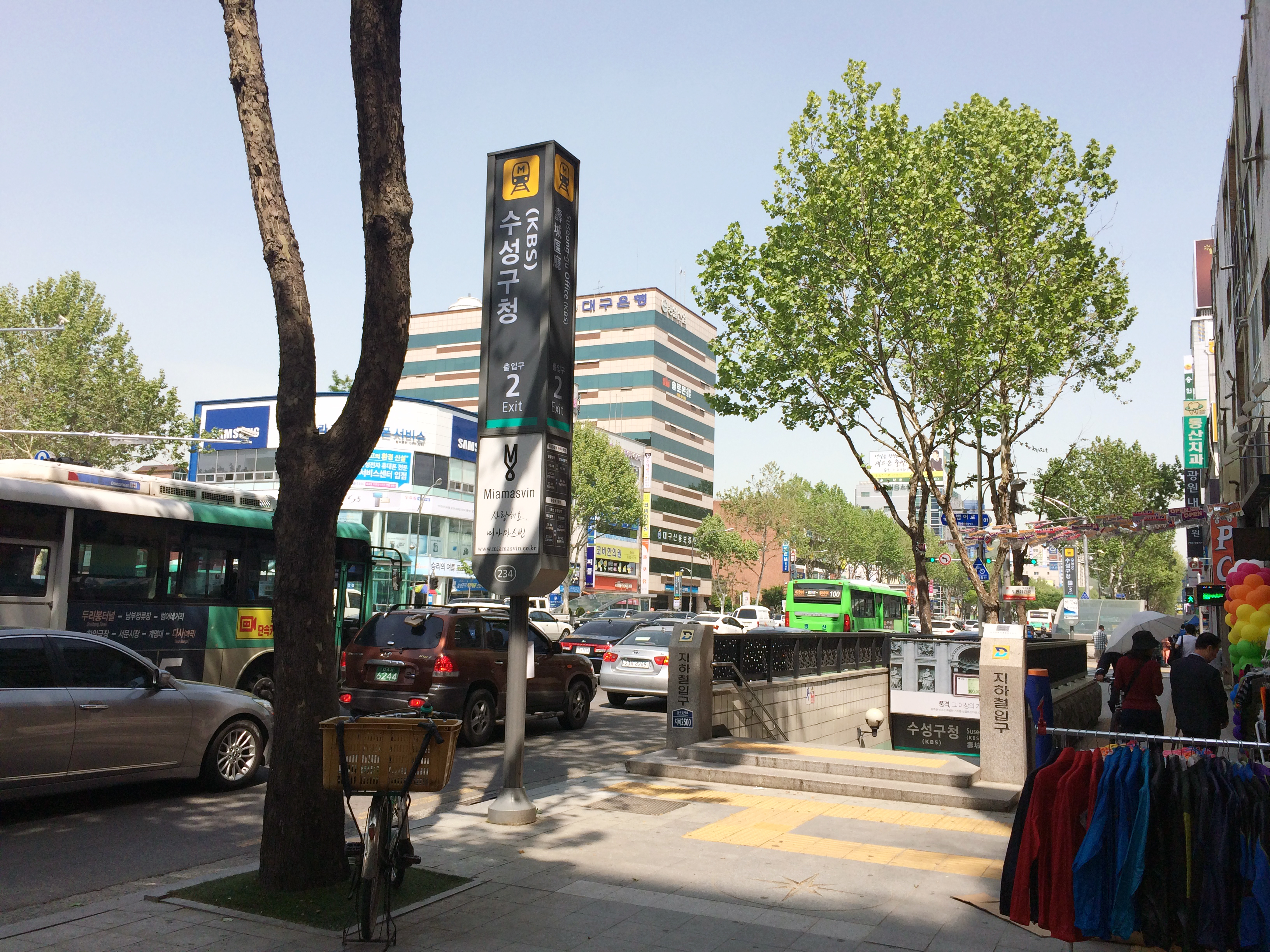
2號出口
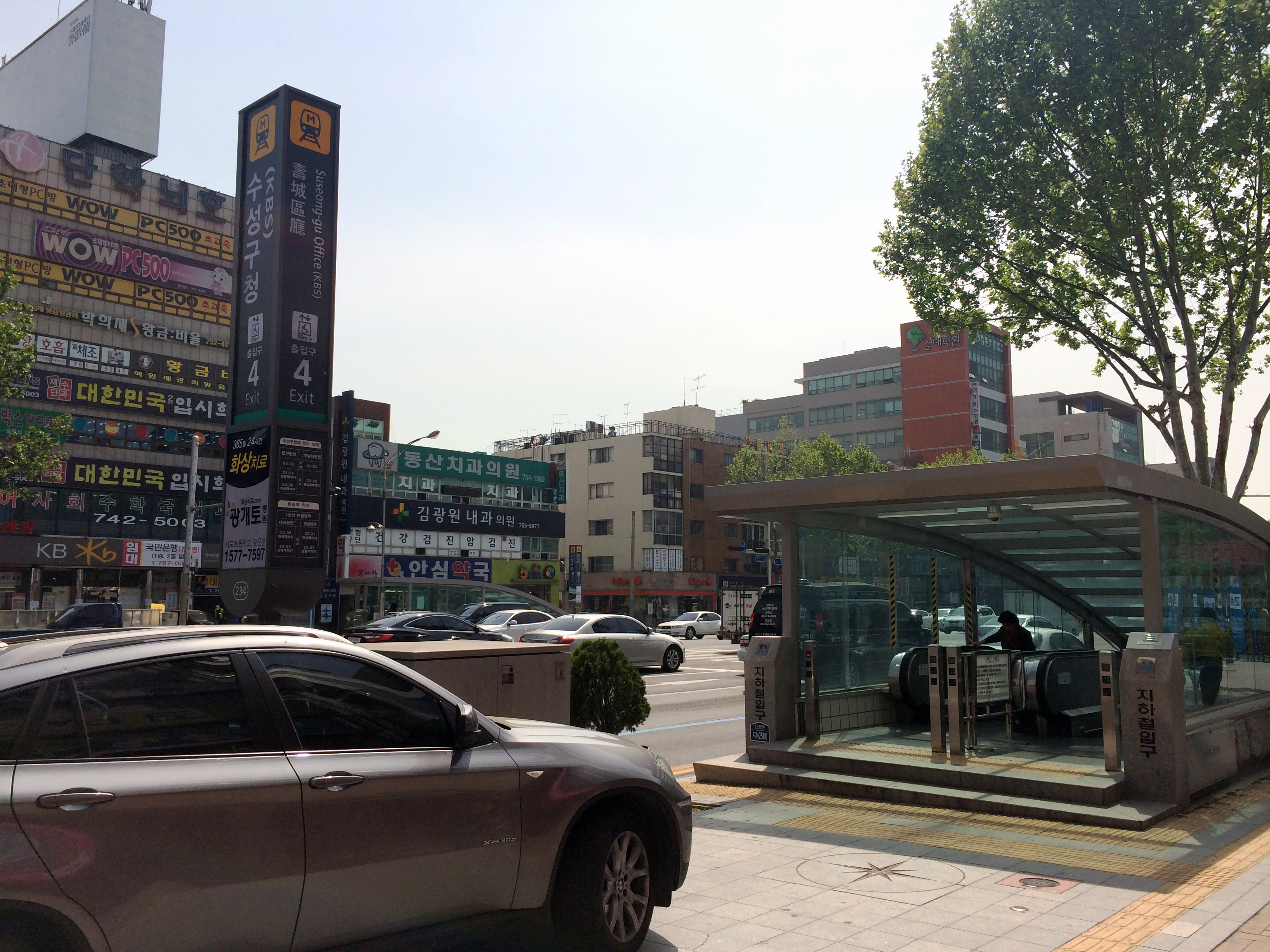
4號出口

## 相鄰車站
大邱都市鐵道公社
●大邱都市鐵道2號線
泛魚（233）－壽城區廳（234）－晚村（235）